# Concavocephalus
Concavocephalus là một chi nhện trong họ Linyphiidae.